# Separation (2021)
Separation ist ein US-amerikanischer Horrorfilm von William Brent Bell, der am 30. April 2021 in die US-Kinos kam.

## Handlung
Die 8-jährige Jenny ist durch die Trennung ihrer Eltern zwischen die Fronten geraten. Ihre Mutter Maggie ist Anwältin, ihr Vater Jeff ist Künstler. Als Scheidungskind ist Jenny es zwischenzeitlich gewohnt, öfter auf sich allein gestellt zu sein. Sie verbringt die meiste Zeit mit einer merkwürdigen Puppe namens Grisly Kin, die auf den Arbeiten ihres Vaters basiert.
Als ihre Mutter bei einem Autounfall ums Leben kommt, bricht für das Mädchen eine Welt zusammen. Ihr Vater holt sie zu sich nach Brooklyn und will nun das Sorgerecht für Jenny übernehmen. Das neue Kindermädchen Samantha soll als weibliche Bezugsperson in ihrem Leben dienen, für Jenny eine schwierige Situation. Zu allem Überfluss entwickelt ihre Puppe ein unheimliches Eigenleben, eines, das offenbar nur Jenny sehen kann.

## Produktion

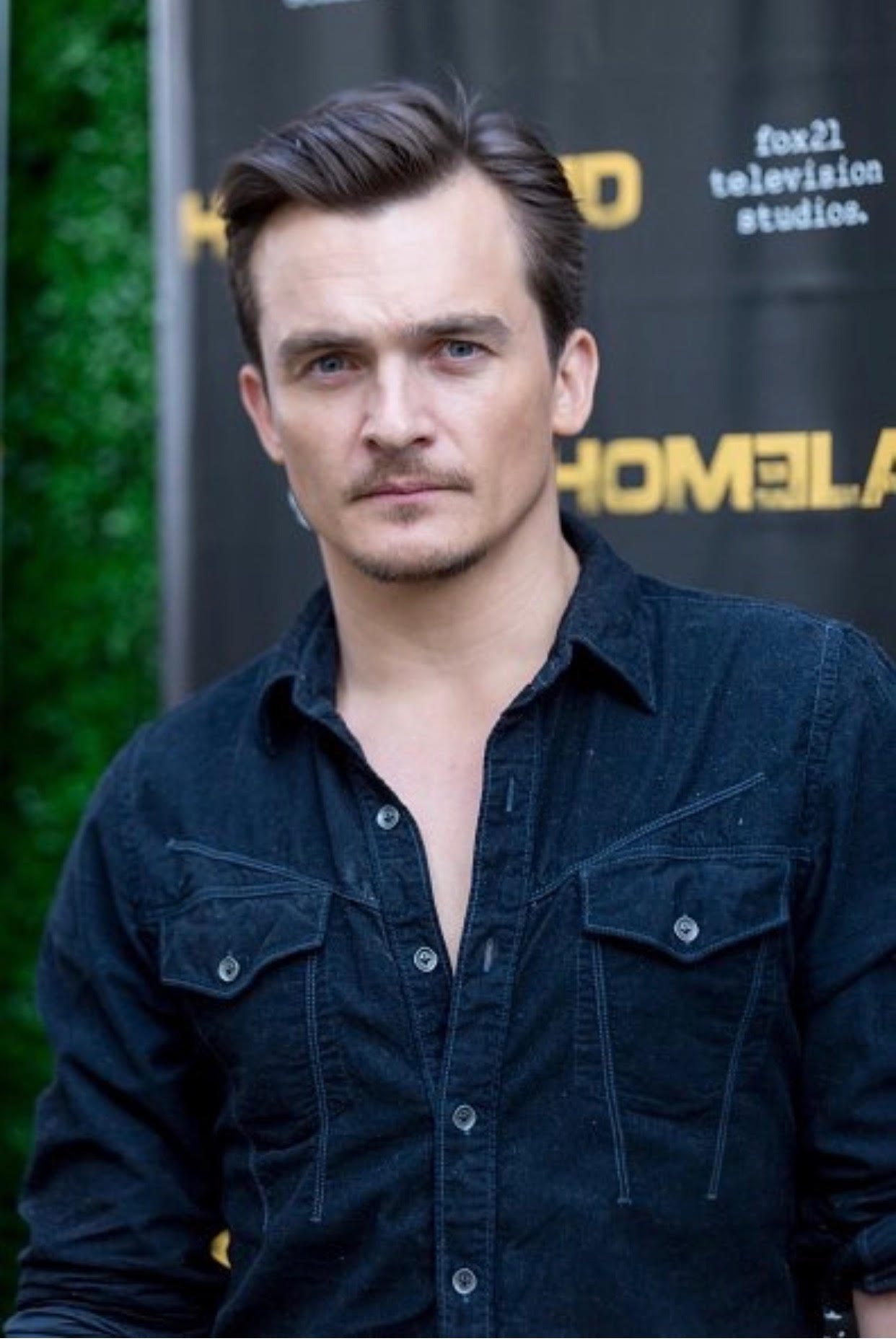
Rupert Friend spielt Vater Jeff

Regie führte William Brent Bell. Das Drehbuch schrieben Nick Amadeus und Josh Braun.
Der aus der Fernsehserie Homeland und dem Film The Death Of Stalin bekannte Schauspieler Rupert Friend und Mamie Gummer spielen Jeff und Maggie Vahn, die durch ihre Rollen in Stephen Kings Doctor Sleeps Erwachen und Spuk in Hill House bereits im Grusel-Sujet erfahrene Nachwuchsschauspielerin Violet McGraw ihre Tochter Jenny. Madeline Brewer, bekannt aus The Handmaid's Tale und Captive State, übernahm die Rolle des neuen Kindermädchen Samantha Nally. In weiteren Rollen sind der Golden-Globe-Gewinner Brian Cox und Simon Quarterman zu sehen. Letzterer wurde durch die Fernsehserie Westworld bekannt und stand bereits bei Wer und Devil Inside für Regisseur Bell vor der Kamera.
Gedreht wurde in den Räumlichkeiten von Brooklyn Fire Proof, einem Studio in New York City. Als Kameramann fungierte Karl Walter Lindenlaub, mit dem Bell auch bei seinem letzten Film Brahms: The Boy II zusammenarbeitete, ebenso wie mit Brett Detar, der die Filmmusik für Separation beisteuerte. Das Soundtrack-Album mit dessen Musik wurde Ende April 2021 von MovieScore Media als Download veröffentlicht.
Den Vertrieb übernahmen Open Road Films und Briarcliff Entertainment, die den Film am 30. April 2021 in die US-Kinos brachten.

## Rezeption
Rotten Tomatoes führt bislang fast nur negative Kritiken. Im Konsens heißt es dort, Separation sei ein lebloses Scheidungsdrama, das als Horrorfilm cosplayt, und ein zusammenhangloses Durcheinander.